# Cyclodomorphus michaeli
Cyclodomorphus michaeli — вид сцинкоподібних ящірок родини сцинкових (Scincidae). Ендемік Австралії.

## Поширення і екологія
Cyclodomorphus michaeli мешкають на південному сході Австралії, від Нової Англії та регіона Баррінгтон-Топс у Новому Південному Уельсі до північно-східної Вікторії. Вони живуть на узліссях і галявинах склерофільних лісів, на піщаних прибережних пустищах та на окраїнах водно-болотних угідь.